# Mesoplophora rostrata
Mesoplophora rostrata är en kvalsterart som beskrevs av Sandór Mahunka 1988. Mesoplophora rostrata ingår i släktet Mesoplophora och familjen Mesoplophoridae. Inga underarter finns listade i Catalogue of Life.